# Scarificator

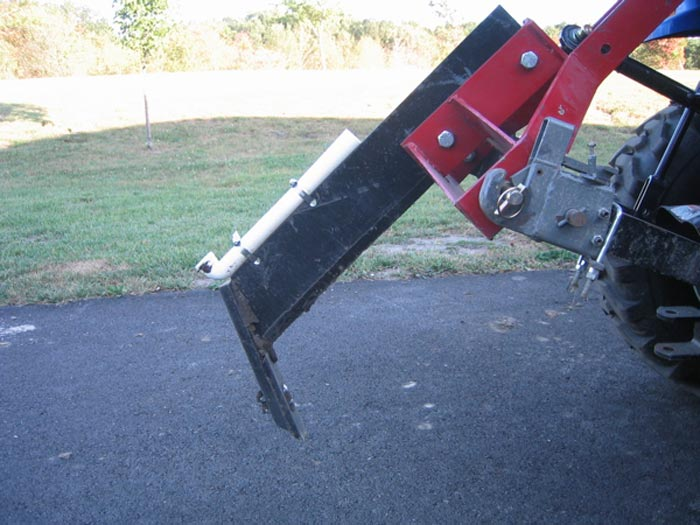
Scarificator

Un scarificator este un utilaj de dislocare a pământului, a bolovanilor și rădăcinilor sau straturilor dure de materiale fixate in sol.
Organele active ale scarificatorului sunt dinții executați parțial sau total din oțel mangan. Dinții sunt montați pe suporturi inferioare montate la rândul lor pe o grindă transversală articulată la  un suport intermediar montat la tractor. Aceste organe sunt acționate de instalația hidraulică care  fixează sau modifică poziția de înfigere a dinților. Scarificarea se face prin înfigerea dinților în teren. Datorită forței de tracțiune și efectului greutății și al sistemului hidraulic de manevră care coboară, ridică sau menține scarificatorul într-o anumită poziție, dinții dizlocă obiectele dure fixate în sol. Scarificatorul lucrează normal cu trei dinți drepți sau cu trei dinți scormonitori. În terenuri ușoare se pot monta încă doi dinți suplimentari. În terenuri foarte tari se lucrează cu un singur dinte montat pe suportul central.
Scarificatorul poate fi montat pe tractor cu șenile sau pe alt tip de tractor.